# Fornohütte
Die Fornohütte (italienisch Capanna del Forno) ist eine Berghütte der Sektion Rorschach des Schweizer Alpen-Clubs (SAC). Sie liegt in den Bernina-Alpen auf einer Höhe von 2574 m ü. M. am Hang östlich des Fornogletschers.
Die Hütte dient als Stützpunkt für zahlreiche Bergtouren im Umfeld des Fornogleschers und ist ein Etappenziel des Sentiero Alpino Bregaglia. In der Nähe der Hütte existieren drei Klettergärten. Im Winter eignet sich die Hütte als Ausgangspunkt für zahlreiche Skitouren.

## Geschichte
Die Hütte wurde 1889 durch den Chemiker und Bergsteiger Theodor Curtius und den Bergführer Christian Klucker erbaut und ging 1920 in den Besitz der Sektion Rorschach des SAC über. Die Hütte wurde im Laufe der Jahre mehrfach vergrössert.

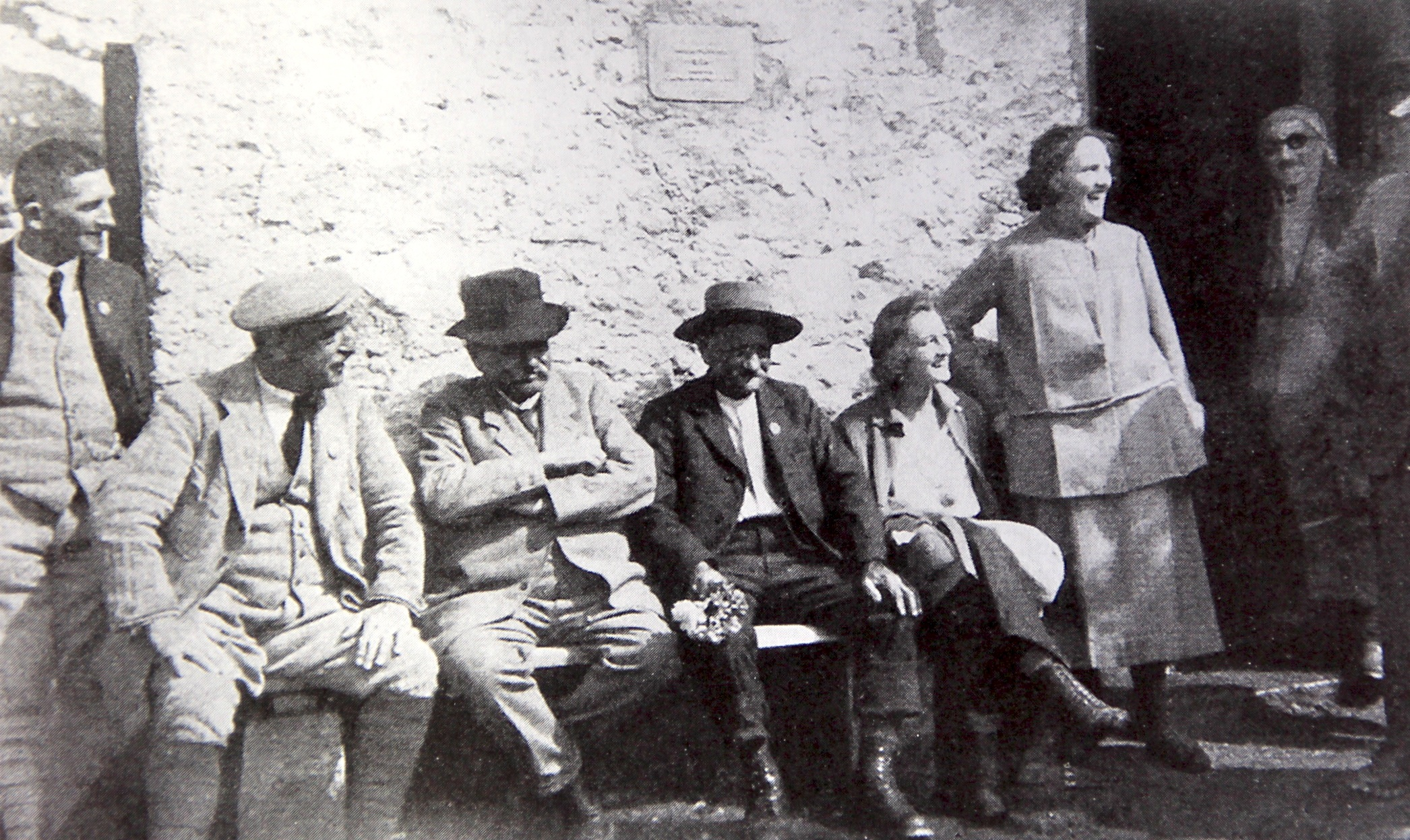
Theodor Curtius (3. v.l.) und Christian Klucker (4. v.l.) im Jahre 1920 vor der Fornohütte

## Zustieg und Übergänge
- Von Maloja führen zwei Wanderwege der Schwierigkeit T3 bzw. T3+ in etwa 4 Stunden Gehzeit zur Hütte.
- Albignahütte (2336 m ü. M.) über den Pass da Casnil Sud (2941 m ü. M.), T4, Gehzeit 5½ Stunden